# Mistrzynie US Open w grze podwójnej
Lista meczów finałowych US Open w grze podwójnej kobiet.

## Mecze finałowe (1889–2024)
| Rok  | Mistrzynie                                     | Finalistki                               | Wynik               |
| 2024 | Ludmyła Kiczenok Jeļena Ostapenko              | Kristina Mladenovic Zhang Shuai          | 6:4, 6:3            |
| 2023 | Gabriela Dabrowski Erin Routliffe              | Laura Siegemund Wiera Zwonariowa         | 7:6(9), 6:3         |
| 2022 | Barbora Krejčíková Kateřina Siniaková          | Catherine McNally Taylor Townsend        | 3:6, 7:5, 6:1       |
| 2021 | Samantha Stosur Zhang Shuai                    | Coco Gauff Catherine McNally             | 6:3, 3:6, 6:3       |
| 2020 | Laura Siegemund Wiera Zwonariowa               | Nicole Melichar Xu Yifan                 | 6:4, 6:4            |
| 2019 | Elise Mertens Aryna Sabalenka                  | Wiktoryja Azaranka Ashleigh Barty        | 7:5, 7:5            |
| 2018 | Ashleigh Barty Coco Vandeweghe                 | Tímea Babos Kristina Mladenovic          | 3:6, 7:6(2), 7:6(6) |
| 2017 | Chan Yung-jan Martina Hingis                   | Lucie Hradecká Kateřina Siniaková        | 6:3, 6:2            |
| 2016 | Bethanie Mattek-Sands Lucie Šafářová           | Caroline Garcia Kristina Mladenovic      | 2:6, 7:6(5), 6:4    |
| 2015 | Martina Hingis Sania Mirza                     | Casey Dellacqua Jarosława Szwiedowa      | 6:3, 6:3            |
| 2014 | Jekatierina Makarowa Jelena Wiesnina           | Martina Hingis Flavia Pennetta           | 2:6, 6:3, 6:2       |
| 2013 | Andrea Hlaváčková Lucie Hradecká               | Ashleigh Barty Casey Dellacqua           | 6:7(4), 6:1, 6:4    |
| 2012 | Sara Errani Roberta Vinci                      | Andrea Hlaváčková Lucie Hradecká         | 6:4, 6:2            |
| 2011 | Liezel Huber Lisa Raymond                      | Vania King Jarosława Szwiedowa           | 4:6, 7:6(5), 7:6(3) |
| 2010 | Vania King Jarosława Szwiedowa                 | Liezel Huber Nadieżda Pietrowa           | 2:6, 6:4, 7:6(4)    |
| 2009 | Serena Williams Venus Williams                 | Cara Black Liezel Huber                  | 6:2, 6:2            |
| 2008 | Cara Black Liezel Huber                        | Lisa Raymond Samantha Stosur             | 6:3, 7:6(6)         |
| 2007 | Nathalie Dechy Dinara Safina                   | Chan Yung-jan Chuang Chia-jung           | 6:4, 6:2            |
| 2006 | Nathalie Dechy Wiera Zwonariowa                | Dinara Safina Katarina Srebotnik         | 7:6(5) 7:5          |
| 2005 | Lisa Raymond Samantha Stosur                   | Jelena Diemientjewa Flavia Pennetta      | 6:2, 5:7, 6:3       |
| 2004 | Virginia Ruano Pascual Paola Suárez            | Swietłana Kuzniecowa Jelena Lichowcewa   | 6:4, 7:5            |
| 2003 | Virginia Ruano Pascual Paola Suárez            | Swietłana Kuzniecowa Martina Navrátilová | 6:2, 6:3            |
| 2002 | Virginia Ruano Pascual Paola Suárez            | Virginia Ruano Pascual Paola Suárez      | 6:2, 6:1            |
| 2001 | Rennae Stubbs Lisa Raymond                     | Kimberly Po Nathalie Tauziat             | 6:2, 5:7, 7:5       |
| 2000 | Julie Halard-Decugis Ai Sugiyama               | Cara Black Jelena Lichowcewa             | 6:0, 1:6, 6:1       |
| 1999 | Serena Williams Venus Williams                 | Chanda Rubin Sandrine Testud             | 4:6, 6:1, 6:4       |
| 1998 | Martina Hingis Jana Novotná                    | Lindsay Davenport Natalla Zwierawa       | 6:3, 6:3            |
| 1997 | Jana Novotná Lindsay Davenport                 | Mary Joe Fernández Natalla Zwierawa      | 6:3, 6:4            |
| 1996 | Natalla Zwierawa Gigi Fernández                | Arantxa Sánchez Vicario Jana Novotná     | 1:6, 6:1, 6:4       |
| 1995 | Natalla Zwierawa Gigi Fernández                | Brenda Schultz Rennae Stubbs             | 7:5, 6:3            |
| 1994 | Arantxa Sánchez Vicario Jana Novotná           | Katerina Maleewa Robin White             | 6:3, 6:3            |
| 1993 | Arantxa Sánchez Vicario Helena Suková          | Amanda Coetzer Inés Gorrochategui        | 6:4, 6:2            |
| 1992 | Gigi Fernández Natalla Zwierawa                | Jana Novotná Łarysa Sawczenko-Neiland    | 7:6(4), 6:1         |
| 1991 | Pam Shriver Natalla Zwierawa                   | Jana Novotná Łarysa Sawczenko-Neiland    | 6:4, 4:6, 7:6(5)    |
| 1990 | Gigi Fernández Martina Navrátilová             | Jana Novotná Helena Suková               | 6:2, 6:4            |
| 1989 | Hana Mandlíková Martina Navrátilová            | Mary Joe Fernández Pam Shriver           | 5:7, 6:4, 6:4       |
| 1988 | Gigi Fernández Robin White                     | Patty Fendick Jill Hetherington          | 6:4, 6:1            |
| 1987 | Martina Navrátilová Pam Shriver                | Kathy Jordan Elizabeth Smylie            | 5:7, 6:4, 6:2       |
| 1986 | Martina Navrátilová Pam Shriver                | Hana Mandlíková Wendy Turnbull           | 6:4, 3:6, 6:3       |
| 1985 | Claudia Kohde-Kilsch Helena Suková             | Martina Navrátilová Pam Shriver          | 6:7(5), 6:2, 6:3    |
| 1984 | Pam Shriver Martina Navrátilová                | Anne Hobbs Wendy Turnbull                | 6:2, 6:4            |
| 1983 | Pam Shriver Martina Navrátilová                | Rosalyn Fairbank Candy Reynolds          | 6:7, 6:1, 6:3       |
| 1982 | Rosie Casals Wendy Turnbull                    | Sharon Walsh Barbara Potter              | 6:4, 6:4            |
| 1981 | Anne Smith Kathy Jordan                        | Rosie Casals Wendy Turnbull              | 6:3, 6:3            |
| 1980 | Billie Jean King Martina Navrátilová           | Pam Shriver Betty Stöve                  | 7:6, 7:5            |
| 1979 | Betty Stöve Wendy Turnbull                     | Billie Jean King Martina Navrátilová     | 7:5, 6:3            |
| 1978 | Billie Jean King Martina Navrátilová           | Kerry Reid Wendy Turnbull                | 7:6, 6:4            |
| 1977 | Martina Navrátilová Betty Stöve                | Renee Richards Betty Ann Stuart          | 6:1, 7:6            |
| 1976 | Linky Boshoff Ilana Kloss                      | Olga Morozowa Virginia Wade              | 6:1, 6:4            |
| 1975 | Margaret Smith Court Virginia Wade             | Rosie Casals Billie Jean King            | 7:5, 2:6, 7:5       |
| 1974 | Rosie Casals Billie Jean King                  | Françoise Durr Betty Stöve               | 7:6, 6:7, 6:4       |
| 1973 | Margaret Smith Court Virginia Wade             | Rosie Casals Billie Jean King            | 3:6, 6:3, 7:5       |
| 1972 | Françoise Durr Betty Stöve                     | Margaret Smith Court Virginia Wade       | 6:3, 1:6, 6:3       |
| 1971 | Rosie Casals Judy Tegart                       | Gail Chanfreau Françoise Durr            | 6:3, 6:3            |
| 1970 | Margaret Smith Court Judy Tegart               | Rosie Casals Virginia Wade               | 6:3, 6:4            |
| 1969 | Françoise Durr Darlene Hard                    | Margaret Smith Court Virginia Wade       | 0:6, 6:4, 6:4       |
| 1968 | Maria Bueno Margaret Smith Court               | Billie Jean King Rosie Casals            | 4:6, 9:7, 8:6       |
| 1967 | Rosie Casals Billie Jean King                  | Mary Ann Eisel Donna Floyd               | 4:6, 6:3, 6:4       |
| 1966 | Maria Bueno Nancy Richey                       | Billie Jean King Rosie Casals            | 6:3, 6:4            |
| 1965 | Carole Caldwell Graebner Nancy Richey          | Billie Jean King Karen Hantze Susman     | 6:4, 6:4            |
| 1964 | Billie Jean King Karen Hantze Susman           | Margaret Smith Court Lesley Turner       | 3:6, 6:2, 6:4       |
| 1963 | Robyn Ebbern Margaret Smith Court              | Darlene Hard Maria Bueno                 | 4:6, 10:8, 6:3      |
| 1962 | Darlene Hard Maria Bueno                       | Karen Hantze Susman Billie Jean King     | 4:6, 6:3, 6:2       |
| 1961 | Darlene Hard Lesley Turner                     | Edda Buding Yola Ramírez                 | 6:4, 5:7, 6:0       |
| 1960 | Maria Bueno Darlene Hard                       | Ann Haydon-Jones Deidre Catt             | 6:1, 6:1            |
| 1959 | Jeanne Arth Darlene Hard                       | Maria Bueno Sally Moore                  | 6:2, 6:3            |
| 1958 | Jeanne Arth Darlene Hard                       | Althea Gibson Maria Bueno                | 2:6, 6:3, 6:4       |
| 1957 | Louise Brough Margaret Osborne DuPont          | Althea Gibson Darlene Hard               | 6:2, 7:5            |
| 1956 | Louise Brough Margaret Osborne DuPont          | Shirley Fry Betty Pratt                  | 6:3, 6:0            |
| 1955 | Louise Brough Margaret Osborne DuPont          | Shirley Fry Doris Hart                   | 6:3, 1:6, 6:3       |
| 1954 | Shirley Fry Doris Hart                         | Louise Brough Margaret Osborne DuPont    | 6:4, 6:4            |
| 1953 | Shirley Fry Doris Hart                         | Louise Brough Margaret Osborne DuPont    | 6:2, 7:9, 9:7       |
| 1952 | Shirley Fry Doris Hart                         | Louise Brough Maureen Connolly           | 10:8, 6:4           |
| 1951 | Shirley Fry Doris Hart                         | Nancy Chafee Patricia Todd               | 6:4, 6:2            |
| 1950 | Louise Brough Margaret Osborne                 | Shirley Fry Doris Hart                   | 6:2, 6:3            |
| 1949 | Louise Brough Margaret Osborne                 | Shirley Fry Doris Hart                   | 6:4, 10:8           |
| 1948 | Louise Brough Margaret Osborne                 | Patricia Todd Doris Hart                 | 6:4, 8:10, 6:1      |
| 1947 | Louise Brough Margaret Osborne                 | Patricia Todd Doris Hart                 | 5:7, 6:3, 7:5       |
| 1946 | Louise Brough Margaret Osborne                 | Patricia Todd Mary Arnold Prentiss       | 6:1, 6:3            |
| 1945 | Louise Brough Margaret Osborne                 | Pauline Betz Doris Hart                  | 6:3, 6:3            |
| 1944 | Louise Brough Margaret Osborne                 | Pauline Betz Doris Hart                  | 4:6, 6:4, 6:3,      |
| 1943 | Louise Brough Margaret Osborne                 | Patricia Todd Mary Arnold Prentiss       | 6:1, 6:3            |
| 1942 | Louise Brough Margaret Osborne                 | Pauline Betz Doris Hart                  | 2:6, 7:5, 6:0       |
| 1941 | Sarah Palfrey Cooke Margaret Osborne DuPont    | Dorothy Bundy Pauline Betz               | 3:6, 6:1, 6:4       |
| 1940 | Sarah Palfrey Cooke Alice Marble               | Dorothy Bundy Marjorie Gladman Van Ryn   | 6:4, 6:3            |
| 1939 | Sarah Palfrey Cooke Alice Marble               | Kay Stammers Freda Hammersley            | 7:5, 8:6            |
| 1938 | Sarah Palfrey Cooke Alice Marble               | Simonne Mathieu Jadwiga Jędrzejowska     | 6:8, 6:4, 6:3       |
| 1937 | Sarah Palfrey Cooke Alice Marble               | Marjorie Van Ryn Carolin Babcock         | 7:5, 6:4            |
| 1936 | Marjorie Gladman Van Ryn Carolin Babcock       | Helen Hull Jacobs Sarah Palfrey Cooke    | 9:7, 2:6, 6:4       |
| 1935 | Helen Hull Jacobs Sarah Palfrey Cooke          | Carolin Babcock Dorothy Andrus           | 6:4, 6:2            |
| 1934 | Helen Hull Jacobs Sarah Palfrey Cooke          | Carolin Babcock Dorothy Andrus           | 4:6, 6:3, 6:4       |
| 1933 | Betty Nuthall Freda James                      | Helen Wills Moody Elizabeth Ryan         |                     |
| 1932 | Helen Hull Jacobs Sarah Palfrey Cooke          | Edith Cross Anna Harper                  | 3:6, 6:3, 7:5       |
| 1931 | Betty Nuthall E. Bennett Whittingstall         | Helen Jacobs Dorothy Round               | 6:2, 6:4            |
| 1930 | Betty Nuthall Sarah Palfrey Cooke              | Edith Cross Anna Harper                  | 3:6, 6:3, 7:5       |
| 1929 | Phoebe Holcroft Watson Peggy Mitchell          | Phyllis Covell Shepered Barron           | 2:6, 6:3, 6:4       |
| 1928 | Hazel Wightman Helen Wills                     | Edith Cross Anna Harper                  | 6:2, 6:2            |
| 1927 | Kathleen McKane Godfree Ermyntrude Harvey      | Betty Nuthall Joan Fry                   | 6:1, 4:6, 6:4       |
| 1926 | Elizabeth Ryan Eleanor Goss                    | Mary Kendall Browne Charlotte Chapin     | 3:6, 6:4, 12:10     |
| 1925 | Mary Browne Helen Wills                        | May Bundy Elizabeth Ryan                 | 6:4, 6:3            |
| 1924 | Hazel Wightman Helen Wills                     | Eleanor Goss Marion Zinderstein Jessup   | 6:4, 6:3            |
| 1923 | Kathleen McKane Godfree Phyllis Howkins Covell | Hazel Wightman Eleanor Goss              | 2:6, 6:2, 6:1       |
| 1922 | Marion Zinderstein Jessup Helen Wills          | Edith Sigourney Molla Bjurstedt Mallory  | 6:4, 7:9, 6:3       |
| 1921 | Mary Browne Louise Riddell Williams            | Helen Gilleaudeau L.G. Morris            | 6:3, 6:2            |
| 1920 | Marion Zinderstein Eleonora Sears              | Eleanor Tennant Helen Baker              | 6:3, 6:1            |
| 1919 | Marion Zinderstein Eleonora Sears              | Eleanora Sears Hazel Wightman            | 10:8, 9:7           |
| 1918 | Marion Zinderstein Eleonora Sears              | Molla Bjurstedt Johan Rogge              | 7:5, 8:6            |
| 1917 | Molla Bjurstedt Eleonora Sears                 | Phyllis Walsh Robert LeRoy               | 6:2, 6:4            |
| 1916 | Molla Bjurstedt Eleonora Sears                 | Louise Raymond Edna Wildey               | 4:6, 6:2, 10:8      |
| 1915 | Hazel Wightman Eleonora Sears                  | Helen McLean G. L. Chapman               | 10:8, 6:2           |
| 1914 | Mary Browne Louise Riddell Williams            | Louise Raymond Edna Wildey               | 10:8, 6:2           |
| 1913 | Mary Browne Louise Riddell Williams            | Dorothy Green Edna Wildey                | 12:10, 2:6, 6:3     |
| 1912 | Dorothy Green Mary Browne                      | Maud Barger-Wallach Frederick Schmitz    | 6:2, 5:7, 6:0       |
| 1911 | Hazel Hotchkiss Eleonora Sears                 | Dorothy Green Florence Sutton            | 6:4, 4:6, 6:2       |
| 1910 | Hazel Hotchkiss Edith Rotch                    | Adelaide Browning Edna Wildey            | 6:4, 6:4            |
| 1909 | Hazel Hotchkiss Edith Rotch                    | Dorothy Green Louise Moyes               | 6:1, 6:1            |
| 1908 | Evelyn Sears Margaret Curtis                   | Carrie Neely Marion Steever              | 6:3, 5:7, 9:7       |
| 1907 | Marie Wimer Carrie Neely                       | Edna Wildey Natalie Widley               | 6:1, 2:6, 6:4       |
| 1906 | Ann Burdette Coe Ethel Bliss Platt             | Helen Homans Clover Boldt                | 6:4, 6:4            |
| 1905 | Helen Homans Carrie Neely                      | Marjorie Oberteuffer Virginia Maule      | 6:0, 6:1            |
| 1904 | May Sutton Bundy Miriam Hall                   | Elisabeth Moore Carrie Neely             | 3:6, 6:3, 6:3       |
| 1903 | Elisabeth Moore Carrie Neely                   | Miriam Hall Marion Jones                 | 8:4, 6:1, 6:1       |
| 1902 | Juliette Atkinson Marion Jones                 | Maud Banks Winona Closterman             | 6:2, 7:5            |
| 1901 | Juliette Atkinson Myrtle McAteer               | Marion Jones Elisabeth Moore             |                     |
| 1900 | Edith Parker Hallie Champlin                   | Marie Wimer Myrtle McAteer               | 9:7, 6:2, 6:2       |
| 1899 | Jane Craven Myrtle McAteer                     | Maud Banks Elizabeth Rastall             | 6:1, 6:1, 7:5       |
| 1898 | Juliette Atkinson Kathleen Atkinson            | Marie Wimer Carrie Neely                 | 6:1, 2:6, 4:6, 6:1  |
| 1897 | Juliette Atkinson Kathleen Atkinson            | F. Edwards Elizabeth Rastall             | 6:2, 6:1, 6:1       |
| 1896 | Elisabeth Moore Juliette Atkinson              | Annabella Wistar Arny Williams           | 6:4, 7:5            |
| 1895 | Helen Hellwig Juliette Atkinson                | Elisabeth Moore Arny Williams            | 6:2, 6:2, 12:10     |
| 1894 | Helen Hellwig Juliette Atkinson                | Annabella Wistar Arny Williams           | 6:4, 8:6, 6:2       |
| 1893 | Aline Terry Harriet Butler                     | Augusta Schultz Miss Stone               | 6:4, 6:3            |
| 1892 | Mabel Cahill Adeline McKinlay                  | A. H. Harris Arny Williams               | 6:1, 6:3            |
| 1891 | Mabel Cahill Emma Leavitt Morgan               | Grace Roosevelt Ellen Roosevelt          | 2:6, 8:6, 6:4       |
| 1890 | Ellen Roosevelt Grace Roosevelt                | Margarette Ballard Bertha Townsend       | 6:1, 6:2            |
| 1889 | Margarette Ballard Bertha Townsend             | Marian Wright Laura Knight               | 6:0, 6:2            |